# كيري بلير
كيري بلير (بالإنجليزية: Kerry Blair)‏ (28 مارس 1958)؛ روائية أمريكية.